# 6-й танковий полк (РФ)
6-й гвардійський танковий Львівський ордена Леніна, Червонопрапорний, орденів Суворова, Кутузова і Богдана Хмельницького полк (6 ТП, в/ч 93992) — формування танкових військ Збройних сил Російської Федерації чисельнісю у полк. Дислокується в місті Чебаркуль Челябінської області. Входить до складу 90-ї гвардійської танкової дивізії.

## Історія

### Російське вторгнення в Україну 2022 року
В 2022 бригада під час вторгнення на Україну перебувала у селі Новий Биків.

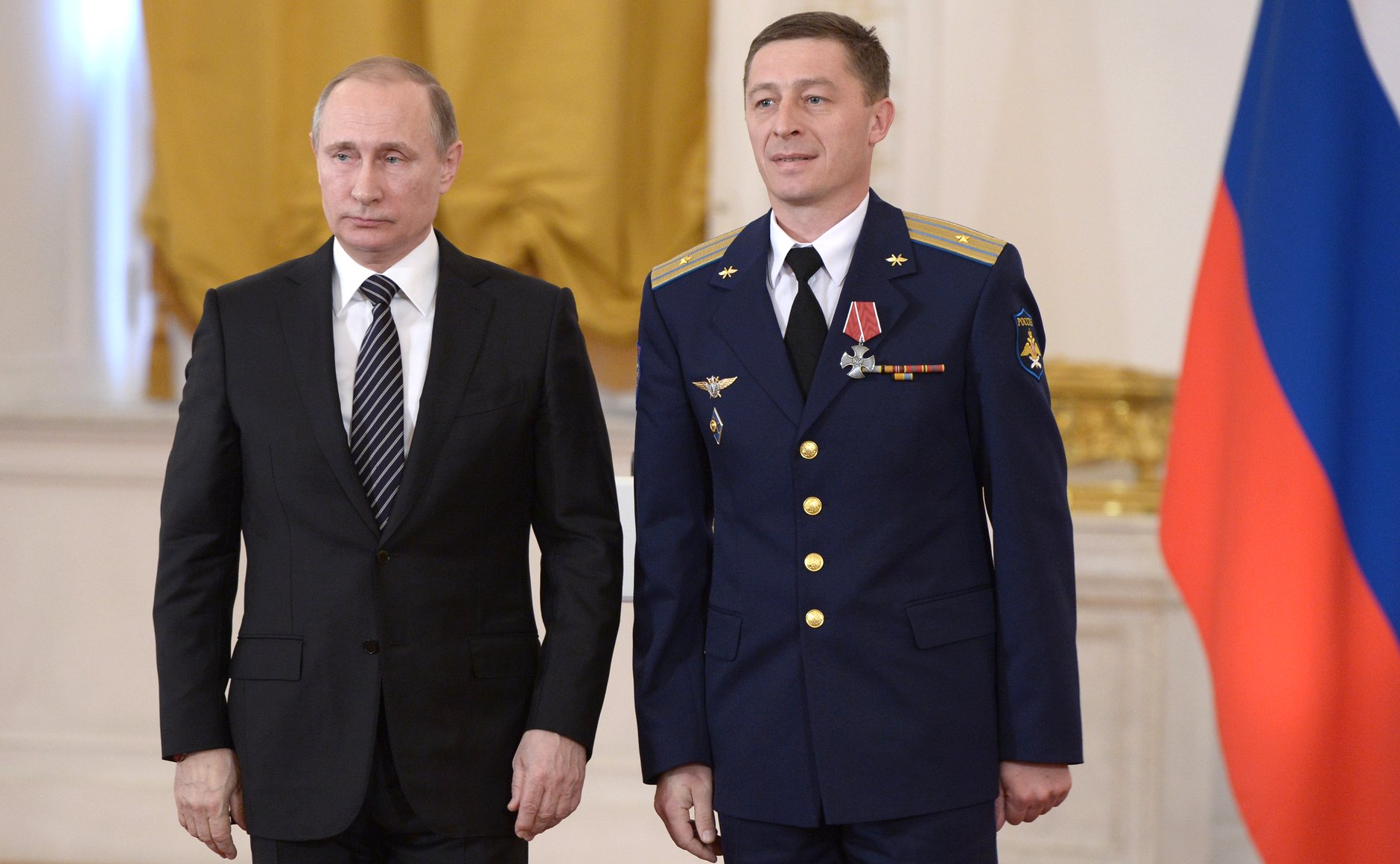
А.В. Захаров праворуч.

10 березня 2022 року українські джерела повідомили, що в боях під Броварами Київської області колона полку зазнала значних втрат. Зокрема, було ліквідовано командира полку полковника Андрія Захарова.
В листопаді 2022 року поліція України звинуватила двох військовослужбовців полку у зґвалтуванні вагітної жінки в Київській області у березні 2022 року під час окупації області. Дитину жінка втратила.

## Командування
- (??—2022†) полковник Захаров Олександр Володимирович. Загинув 9 березня 2022 року в бою під Броварами під час російського вторгнення в Україну. За інформацією на сайті Кремля, Андрій Захаров був відзначений «орденом Мужності» з рук Путіна у 2016 році за участь у російському вторгненні в Сирію.[1]

## Втрати
Із відкритих джерел відомо про щонайменш 21 вбитих бійців полку під час вторгнення в Україну: